# Mészáros Kálmán (ferences szerzetes)
Mészáros Kálmán (Esztergom, 1845. december 20. – Esztergom, 1908. szeptember 2.) Szent Ferenc-rendi szerzetes és házfőnök.

## Élete
A gimnáziumot szülővárosában végezte és 1862. szeptember 20-án a Szent Ferenc-rendbe lépett. Az újoncévet Búcsúszentlászlón, a bölcseletet Nyitrán, a hittudományokat Nagyszombatban és Pozsonyban végezte. 1868. augusztus 7-én felszentelték. Mint hitszónok működött Szombathelyen, Andocson, Pozsonyban és 1875-től Budapesten, ahol 1900 környékétől a rendház főnöke volt. Később 1905 körül Esztergomban lett házfőnök.
Munkatársa volt a Jó Pásztor című szónoklati folyóiratnak; írt még a Tanügyi Értesítőbe.

## Művei
- Tartományi zsinat Esztergomban 1868. szept. 19. s köv. napjain. A magyar egyház régibb zsinatainak rövid történetrajzával s az egyházi élet jellemrajzával. Esztergom
- Egyházi beszéd, melyet a Szent-László-Társulat védszentjének évünnepén 1881. júl. 3. a budapesti szűz Máriáról czímzett sz. Ferencziek templomában mondott. Bpest, 1881 (Ugyanezen tárgyú beszéde 1882-1883. és 1885. Uo.)
- Első magyar szent beszéd, melyet a fiumei magyar ajkú kath. hiveknek 1883. ápr. 29. tartott. Uo. 1883
- Áhitat koszorúja, vagyis ima és énekeskönyv keresztyén katholikus hivek használatára. Ugyanott, 1885 (Ujabb kiadás. Uo. 1899. képpel)
- Bády Valér atya (1811–1886). Életrajz. Uo. 1886
- Nagybőjti szent beszédek egyházi használatra és családi olvasmányul Krisztus urunk és egyháza szenvedéséről. A szent Ferencziek budapesti templomában tartotta. Uo. 1894
- A szent család imakönyve. Szent József tisztelete. Elmélkedések, ájtatossági gyakorlatok. Reggeli, esti szent mise imák ... közli Szemenyei Mihály plébános. Most pedig gondosan átnézve, megbővítve s átalakítva V. kiadásban közrebocsátja. A regölyi zárda tulajdona. Uo. 1895. Fametszetű képpel.
- Zarándoklók vezérkönyve azaz: Oktató, ima és énekeskönyv a kegyhelyekre zarándokló ájtatos bucsújárók használatára; összeáll. Cserny Simon, sajtó alá rend. Mészáros Kálmán; Nagy Sándor Ny., Bp., 1895
- A legfölségesebb oltárszentség imádása és az oltáregyletnek ismertetése. A pécsi egyházmegyei hatóság jóváhagyásával. IV. kiadás ujra átjavítva kiadja. Uo. (1896)
- Kampokavallói (Loretto mellett) fájdalmas szűz csodái. Az osimói püspök által hitelesített magyar fordítás. A fájdalmas szűz épülő templomának javára. Uo. 1899

Szerkesztette a Legszentebb Rózsafüzér királynéja c folyóiratot 1891-1892-ben és a Római Katholikus papok Naptárát 1895 és 1896-ban Budapesten, utóbbinak kiadója is volt.